# Діамантова ліга
Діамантова ліга — легкоатлетичні змагання, засновані 2010 року Міжнародною асоціацією легкоатлетичних федерацій. Діамантова ліга замінила іншу серію змагань, Золоту лігу, старти в якій проводилися в період з 1998 до 2009 року.
Серія стартів в рамках Діамантової ліги складається з 14 етапів, котрі відбуваються не лише на традиційних європейських аренах, але і в США, Китаї та Катарі. За головний приз змагань борються представники 9 бігових та 7 технічних легкоатлетичних дисциплін, як у чоловіків та і у жінок. Кожна з цих дисциплін представлена лише на 7 з 14 етапів.

## Нарахування очок
За перемогу на етапі атлету зараховується 4 очки, за друге місце – 2, за третє – одне. На фінальному етапі змагань кількість очок призерам подвоюється. Легкоатлет, який набрав найбільшу кількість очок у своїй дисципліні за підсумками всіх етапів серії, стає одним з 32 переможців Діамантової ліги.

## Призовий фонд
Загальний призовий фонд ліги становить 8 млн. Доларів США. Призовий фонд кожного етапу змагань в кожній заліковій дисципліні нараховує в 2011 році 30 тисяч доларів США. Оскільки на всіх етапах серії змагання проводяться лише в 16 з 32 залікових дисциплін, призовий фонд кожного з них становить 480 тисяч доларів США. Перша вісімка спортсменів отримує грошову винагороду згідно з місцями, котрі вони вибороли. За перемогу атлет отримує чек на суму 10 тисяч, за друге місце – 6 тисяч, за третє – 4 тисячі, навіть спортсмен, котрий посів восьму сходинку змагань отримує 1000 доларів США.
Загальний переможець змагань, спортсмен з найбільшою кількістю залікових очок здобутих на етапах серії, отримує 40 тисяч доларів США та діамантовий кубок.

## Переможці змагань

### Чоловіки

#### Бігові дисципліни
|      | 100 м          | 200 м         | 400 м         | 800 м        | 1500 м         | 5000 м      | 110 м з/б     | 400 м з/б     | 3000 м з/п |
| ---- | -------------- | ------------- | ------------- | ------------ | -------------- | ----------- | ------------- | ------------- | ---------- |
| 2010 | Тайсон Гей     | Волес Спірмон | Дж. Ворінер   | Давід Рудіша | Асбел Кіпроп   | Імане Мерґа | Девід Олівер  | Бер. Джексон  | Пол Коеч   |
| 2011 | Асафа Павелл   | Волтер Дікс   | Кірані Джеймс | Давід Рудіша | Ніксон Чепсеба | Імане Мерґа | Дайрон Роблес | Девід Грін    | Пол Коеч   |
| 2012 | Усейн Болт     | Нікель Ашмад  | Кевін Борлу   | М. Аман      | Силас Кіплагат | Ісіа Коеч   | Ерієс Меррітт | Хав'єр Кулсон | Пол Коеч   |
| 2013 | Джастін Ґетлін | Воррен Вейр   | Лашон Меррітт | М. Аман      | А. Сулейман    | Й. Аламір'ю | Девід Олівер  | Хав'єр Кулсон | К. Кіпруто |
| 2014 |                |               |               |              |                |             |               |               |            |
| 2015 |                |               |               |              |                |             |               |               |            |
| 2016 |                |               |               |              |                |             |               |               |            |
| 2017 |                |               |               |              |                |             |               |               |            |
| 2018 |                |               |               |              |                |             |               |               |            |
| 2019 |                |               |               |              |                |             |               |               |            |
| 2021 |                |               |               |              |                |             |               |               |            |
| 2022 |                |               |               |              |                |             |               |               |            |
| 2023 |                |               |               |              |                |             |               |               |            |
| 2024 |                |               |               |              |                |             |               |               |            |
| 2025 |                |               |               |              |                |             |               |               |            |
|      |                |               |               |              |                |             |               |               |            |

#### Технічні дисципліни
|      | Довжина           | Потрійний       | Висота            | Жердина        | Ядро              | Диск               | Спис               |
| ---- | ----------------- | --------------- | ----------------- | -------------- | ----------------- | ------------------ | ------------------ |
| 2010 | Двайт Філіпс      | Тедді Тамґо     | Іван Ухов         | Рено Лавіллені | Крістіан Кентвелл | Пйотр Малаховський | Андреас Торкілдсен |
| 2011 | Мітчелл Вотт      | Філліпс Ідову   | Джессі Вільямс    | Рено Лавіллені | Ділан Армстронг   | Віргіліюс Алекна   | Маттіас де Зордо   |
| 2012 | Олександр Меньков | Крістіан Тейлор | Роберт Грабарз    | Рено Лавіллені | Різ Гоффа         | Герд Кантер        | Вітезслав Весели   |
| 2013 | Олександр Меньков | Крістіан Тейлор | Богдан Бондаренко | Рено Лавіллені | Раян Вітінг       | Герд Кантер        | Вітезслав Весели   |
| 2014 |                   |                 |                   |                |                   |                    |                    |
| 2015 |                   |                 |                   |                |                   |                    |                    |
| 2016 |                   |                 |                   |                |                   |                    |                    |
| 2017 |                   |                 |                   |                |                   |                    |                    |
| 2018 |                   |                 |                   |                |                   |                    |                    |
| 2019 |                   |                 | Андрій Проценко   |                |                   |                    |                    |
| 2021 |                   |                 |                   |                |                   |                    |                    |
| 2022 |                   |                 |                   |                |                   |                    |                    |
| 2023 |                   |                 |                   |                |                   |                    |                    |
| 2024 |                   |                 |                   |                |                   |                    |                    |
| 2025 |                   |                 |                   |                |                   |                    |                    |
|      |                   |                 |                   |                |                   |                    |                    |

### Жінки

#### Бігові дисципліни
|      | 100 м         | 200 м         | 400 м         | 800 м          | 1500 м        | 5000 м         | 100 м з/б     | 400 м з/б      | 3000 м з/п  |
| ---- | ------------- | ------------- | ------------- | -------------- | ------------- | -------------- | ------------- | -------------- | ----------- |
| 2010 | К. Джетер     | Елісон Фелікс | Елісон Фелікс | Дж. Джепкосґей | Ненсі Ланґат  | Вів'єн Черуйот | П. Лопес-Шліп | Каліс Спенсер  | Мілка Чейва |
| 2011 | К. Джетер     | К. Джетер     | Амантл Монтшо | Дж. Мідоуз     | Морґан Усені  | Вів'єн Черуйот | Д. Каррутерс  | Каліс Спенсер  | Мілка Чейва |
| 2012 | Фрейзер-Прайс | Ш. Вільямс    | Амантл Монтшо | П. Джелімо     | Абеба Ареґаві | Вів'єн Черуйот | Дон Гарпер    | Каліс Спенсер  | Мілка Чейва |
| 2013 | Фрейзер-Прайс | Фрейзер-Прайс | Амантл Монтшо | Юніс Сум       | Абеба Ареґаві | М. Дефар       | Гарпер-Нелсон | Зузана Гейнова | Мілка Чейва |
| 2014 |               |               |               |                |               |                |               |                |             |
| 2015 |               |               |               |                |               |                |               |                |             |
| 2016 |               |               |               |                |               |                |               |                |             |
| 2017 |               |               |               |                |               |                |               |                |             |
| 2018 |               |               |               |                |               |                |               |                |             |
| 2019 |               |               |               |                |               |                |               |                |             |
| 2021 |               |               |               |                |               |                |               |                |             |
| 2022 |               |               |               |                |               |                |               |                |             |
| 2023 |               |               |               |                |               |                |               |                |             |
| 2024 |               |               |               |                |               |                |               |                |             |
| 2025 |               |               |               |                |               |                |               |                |             |
|      |               |               |               |                |               |                |               |                |             |

#### Технічні дисципліни
|      | Довжина          | Потрійний        | Висота           | Жердина            | Ядро            | Диск            | Спис                |
| ---- | ---------------- | ---------------- | ---------------- | ------------------ | --------------- | --------------- | ------------------- |
| 2010 | Бріттні Різ      | Яреліс Савіньє   | Бланка Влашич    | Фабіана Мурер      | Надзея Астапчук | Яреліс Барріос  | Барбора Шпотакова   |
| 2011 | Бріттні Різ      | Ольга Саладуха   | Бланка Влашич    | Сільке Шпіґельбург | Валері Адамс    | Яреліс Барріос  | Крістіна Обергфелль |
| 2012 | Олена Соколова   | Ольга Рипакова   | Шанте Лав        | Сільке Шпіґельбург | Валері Адамс    | Сандра Перкович | Барбора Шпотакова   |
| 2013 | Шара Проктор     | Катерін Ібаргуен | Світлана Школіна | Сільке Шпіґельбург | Валері Адамс    | Сандра Перкович | Крістіна Обергфелль |
| 2014 |                  | Катерін Ібаргуен |                  |                    | Валері Адамс    |                 |                     |
| 2015 |                  | Катерін Ібаргуен |                  |                    |                 |                 |                     |
| 2016 |                  | Катерін Ібаргуен |                  | Катерина Стефаніді |                 |                 |                     |
| 2017 |                  |                  |                  | Катерина Стефаніді |                 |                 |                     |
| 2018 | Катерін Ібаргуен | Катерін Ібаргуен |                  | Катерина Стефаніді |                 |                 |                     |
| 2019 |                  |                  |                  | Катерина Стефаніді |                 |                 |                     |
| 2021 |                  |                  |                  |                    |                 |                 |                     |
| 2022 |                  |                  | Ярослава Магучіх |                    |                 |                 |                     |
| 2023 |                  |                  | Ярослава Магучіх |                    |                 |                 |                     |
| 2024 |                  |                  | Ярослава Магучіх |                    |                 |                 |                     |
| 2025 |                  |                  |                  |                    |                 |                 |                     |
|      |                  |                  |                  |                    |                 |                 |                     |